# Tesserodon papuanum
Tesserodon papuanum là một loài bọ cánh cứng trong họ Bọ hung (Scarabaeidae).